# Trangia

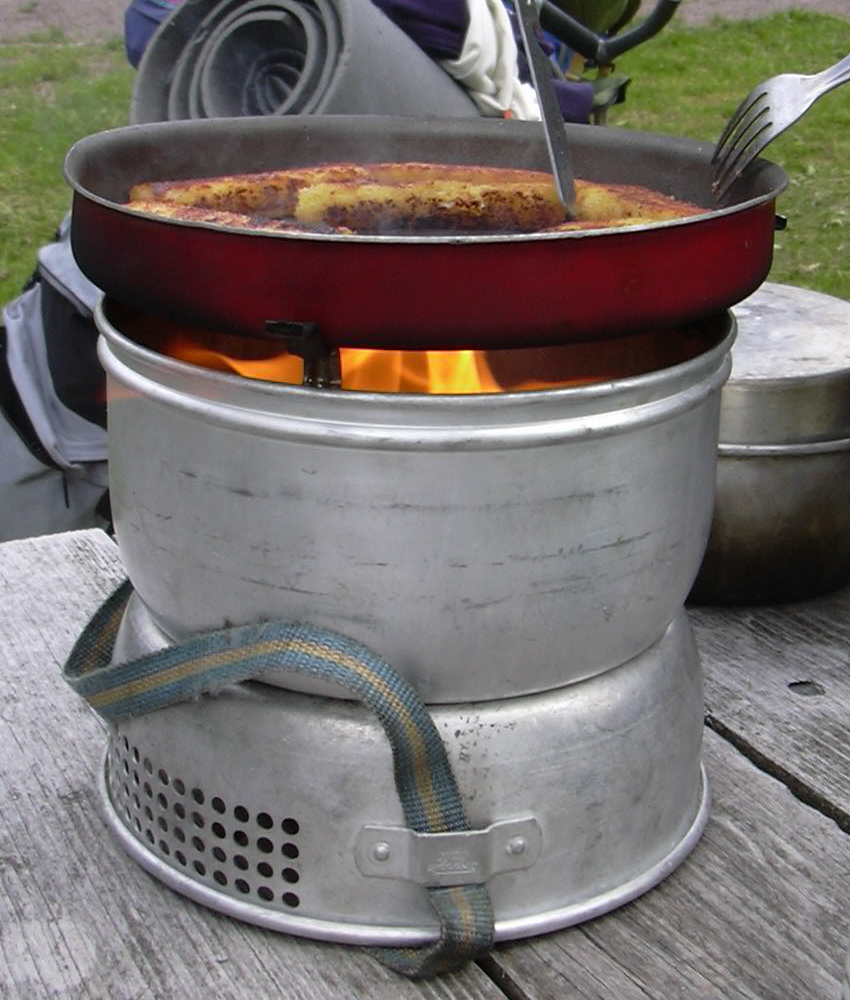
Ein Trangia-Kocher in Betrieb

Trangia ist ein eingetragenes Markenzeichen der Trangia AB, eines schwedischen Unternehmens, das seit 1925 Spirituskocher herstellt. Firmensitz ist in Trångsviken in der Gemeinde Krokom in der Provinz Jämtlands län.

## Firmengeschichte
Trangia wurde im Jahr 1925 von John E. Jonsson und seinem Schwiegervater gegründet. Das Unternehmen war in Schweden mehr als ein halbes Jahrhundert in der Herstellung sturmresistenter Kochgeräte führend.
Bekanntheit erlangte das Unternehmen vor allem durch den Trangia-Kocher, einem seit 1950 hergestellten robusten Outdoor-Spirituskocher, der Teil der Ausrüstung der schwedischen Armee ist. Das in Schweden produzierte, größtenteils aus Aluminiumblech bestehende Kocherset machte Trangia zu einem der erfolgreichsten Kocherhersteller auf dem internationalen Markt.
Trangia wird außerhalb des Mutterlandes Schweden durch zwanzig Lizenzhändler weltweit in Australien, Dänemark, Deutschland, Frankreich, Finnland, Estland, Großbritannien, Irland, Hongkong, den Niederlanden, Israel, Italien, Japan, Lettland, Neuseeland, Norwegen, der Schweiz, Spanien, der Türkei, Tschechien und den USA vertrieben.

## Produkte
Die Produkte von Trangia richten sich hauptsächlich an Wanderer, denen es beim Trekking auf Gewichtsersparnis ankommt. Für die in mehreren Ausführungen und Größen erhältlichen Kocher-Sets ist verschiedenes Zubehör sowie Ersatzteile für die Kocher im Firmenprogramm – darunter zum Beispiel Aluminium-Wasserkessel, die in Größe und Ausführung zu den Sets passen, sowie verschiedene Typen von Brennern für unterschiedliche Brennstoffe.

### Trangia-Brenner

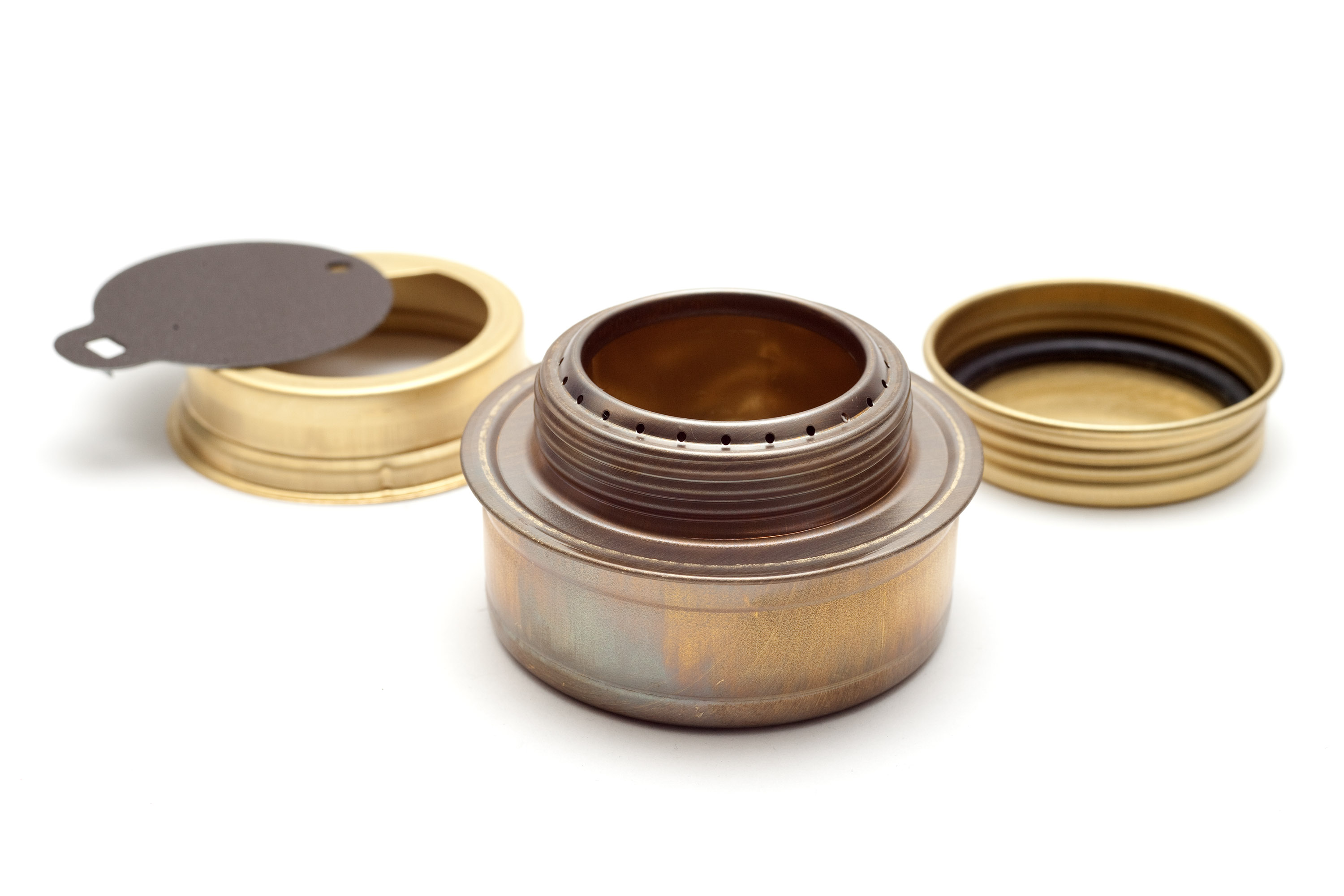
Trangia-Spiritusbrenner vom Typ „B25“. Links der Simmer-Ring-Aufsatz mit beweglicher Abdeckung, rechts der Schraubdeckel. Mittels des Simmer Rings ist es möglich, den Brenner auch „auf kleiner Flamme“ zu betreiben

Der patentierte Trangia-Spiritusbrenner bildet das Kernstück des Kocher-Systems. Ein solcher Brenner (Produktbezeichnung „B25“) ist in jedem angebotenen Kocher-Set enthalten. Der aus drei Komponenten bestehende Brenner wird aus Messingblech gefertigt. Er ist mit einem Schraubdeckel mit Gummidichtungsring und einem „Spar-Ring“ (englisch Simmer Ring, einem aufsetzbaren, dicht schließenden Deckel) ausgestattet, der zur Regulierung sowie zum Löschen der Flamme dient.
Der Spiritusbrenner funktioniert nach dem Vergaser-Prinzip: er verfügt über eine ringförmige Innenwand, durch die im Brenner eine zweite, äußere Kammer entsteht. Diese ist an der Oberseite mit einem Kranz aus kleinen Löchern („Düsen“) versehen. Der Brennspiritus wird von oben in die innere Kammer (Fassungsvermögen rund 100 ml) eingefüllt und entzündet. Nach einer Aufheizphase, deren Dauer von Umgebungstemperatur, Brenndauer und Füllstand abhängt, steigt der Brennstoff über kleinformatige Durchlässe in die äußere Kammer, wo er den Siedepunkt erreicht. Er tritt aus den Düsen gasförmig mit einem Kranz kleiner Flammen aus und verbrennt so effektiver als in einer nach oben gänzlich offenen Brennkammer. Die Heizleistung dieses Brenners beträgt nach Herstellerangaben rund 1000 Watt.
Für die Verwendung des Spiritusbrenners bei niedrigen Umgebungstemperaturen ist ein passgenauer, ebenfalls aus Messing bestehender und mit Spiritus zu betreibender Untersatz (englisch: Preheater) zum Vorwärmen des Brennstoffs erhältlich.

### Trangia-System
Das System besteht aus einem zweiteiligen Windschutz, zwei ineinander passenden Kochtöpfen, einer Bratpfanne, die gleichzeitig als Topfdeckel dient und dem eigentlichen Brenner. Hinzu kommen eine Griffzange für Töpfe und Pfanne/Deckel, ein Wasserkessel (nicht bei allen Modellen) sowie ein Packriemen für den Transport. Alle Einzelteile können platzsparend ineinander verstaut werden. Zum Schutz vor Verschmutzung und Beschädigung können die größeren Kocher-Sets in separat erhältlichen, passgenauen Packbeuteln mit Kordelzug oder – nur für die Serien 25 und 35 – in einer stoßfesten Hülle aus Kunststoff (mit Reißverschluss) aufbewahrt werden.
Die Standard-Kochersätze sind in vier Serien in insgesamt neun Ausführungen erhältlich:
- Serie 27, geeignet für 1–2 Personen
- Serie 25, geeignet für 3–4 Personen
- Serie 35 bzw. 37, Umfang identisch mit Serie 25, mit anthrazitfarben eloxierten Aluminiumteilen
- Mini Trangia, (manchmal bezeichnet als Serie 28T), geeignet für eine Person; enthält einen Spiritusbrenner, einen einfach ausgeführten Topfständer ohne Windschutz, einen 0,7-Liter-Topf (Alu), eine anti-haft-beschichtete Pfanne/Topfdeckel (Non-stick aluminium) und eine Griffzange.

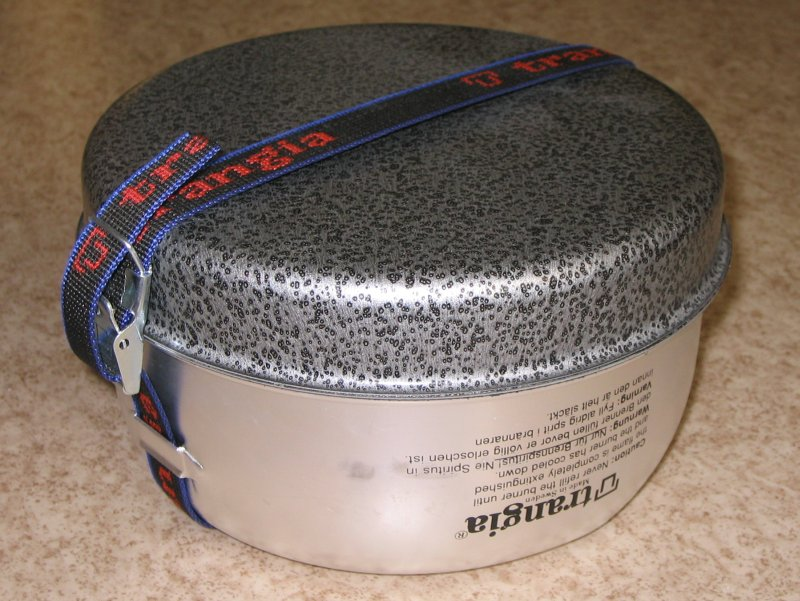
Trangia-Kochset 27-4, verpackt
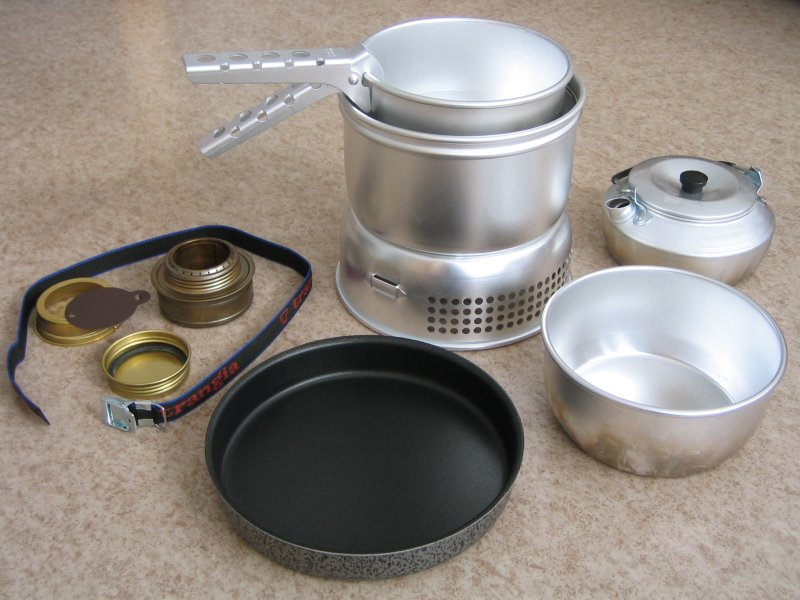
Trangia-Kochset 27-4, zum Teil aufgebaut
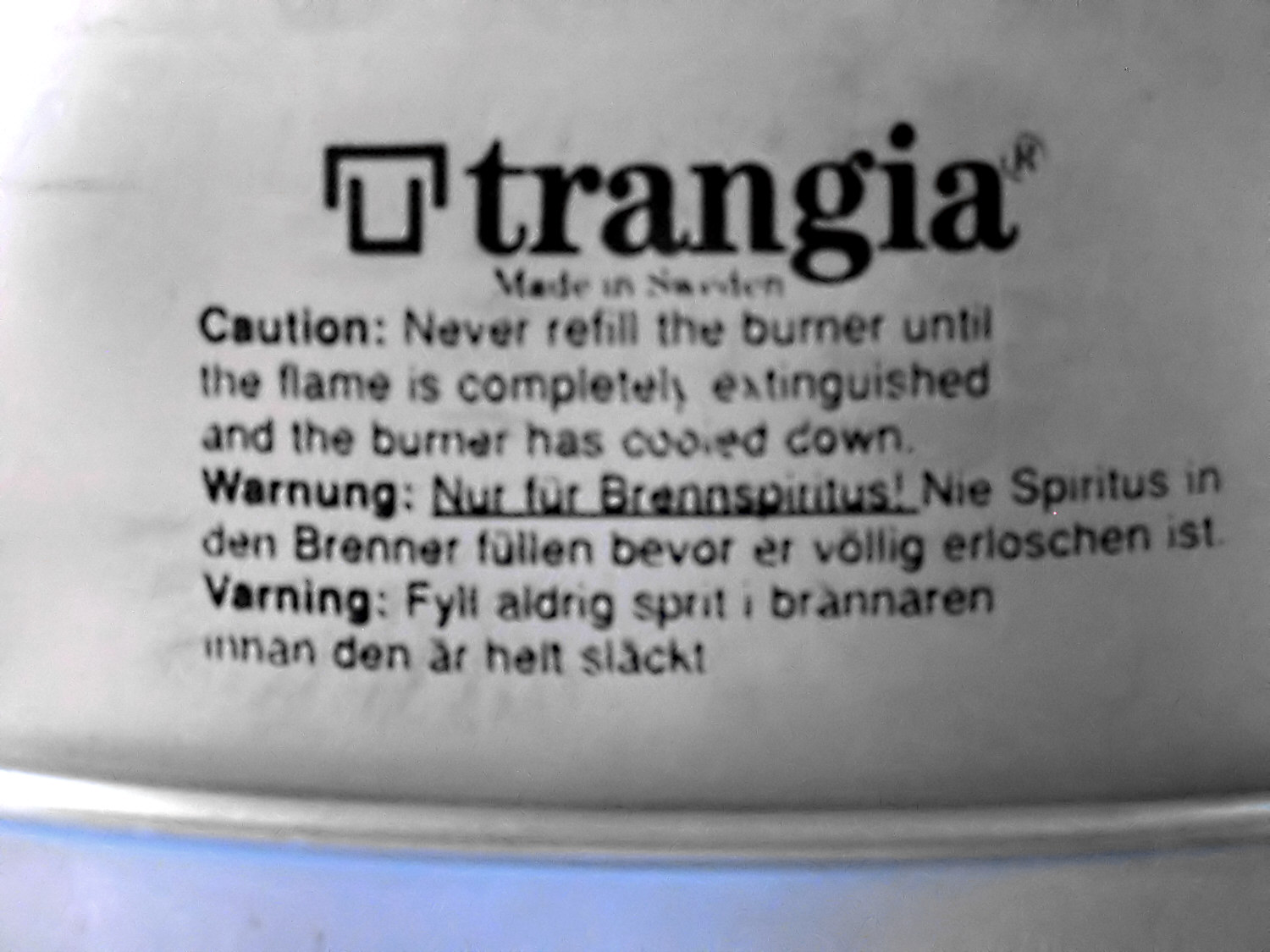
Trangia-Kocher: aufgedruckter Warnhinweis

## Material
Das Trangia-System ist erhältlich in vier Materialvariationen: erstens in ultraleichtem Aluminium (UL), zweitens als Ausführung in harteloxiertem Aluminium, drittens Teile mit antihaftbeschichtetem Aluminium oder viertens in Duossal (außen Aluminium, innen mit hauchdünnem Edelstahl laminiert).

### Alternativ-Befeuerung
Neben dem Spiritusbrenner können in dem zweiteiligen Windschutz des Kocher-Systems auch Brenner für andere Kraftstoffe wie Benzin, Petroleum, Gas oder Festbrennstoffe eingesetzt werden. Es ist auch möglich, im Standfuß des Kochers (ohne eingesetzten Brenner) ein kleines Feuer mit Brennholz oder ähnlichem zu betreiben. In diesem Fall funktionieren die Geräte dank der Luftöffnungen im Standfuß nach dem Konvektionsprinzip, ähnlich wie der aus den Vereinigten Staaten stammende Hobokocher. Die Produktpalette des Herstellers umfasst passgenau in die Kocher einsetzbare Brenner für Brennspiritus, Gas, Benzin sowie für Brennpaste/Trockenspiritus.